# Banjevac (Krupanj)
Banjevac (Servisch: Бањевац) is een plaats in de Servische gemeente Krupanj. De plaats telt 500 inwoners (2002).